# 太田半六

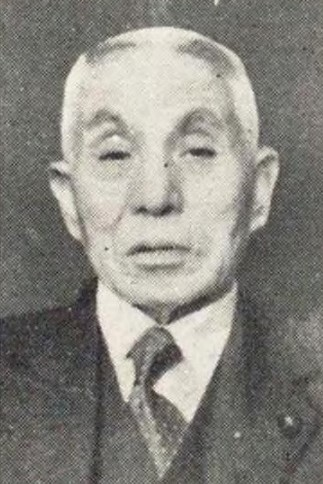
太田半六

太田 半六（おおた はんろく、1874年（明治7年）9月26日 - 1960年（昭和35年）10月24日）は、大正から昭和期の実業家、政治家。東京瓦斯社長、貴族院勅選議員。

## 経歴
千葉県夷隅郡大多喜城下（現大多喜町）で、太田資長（太田道灌）の後裔、旧大多喜藩士・太田満直の二男として生まれる。1894年（明治27年）東京専門学校政治科を卒業して、大蔵省に入省し大蔵属として主税局に配属された。
1899年（明治32年）に退官し、1900年（明治33年）北海道炭礦鉄道に入社し、東京本社販売主任、室蘭出張所長などを歴任。1912年（大正元年）に退職し海運業を営む。1917年（大正6年）経営難の北海道瓦斯からの要請で入社して業績を回復させた。1919年（大正8年）内外紡績、帝国火薬工業、東京海運を創立した。その後、東京瓦斯に入り、取締役、常務、副社長を経て、1945年（昭和20年）社長に就任した。その他、北海道瓦斯社長、日本パルプ製造取締役会長、太田合名会社代表社員、日本瓦斯工業会理事長などを務めた。
1946年（昭和21年）9月4日、貴族院勅選議員に任じられ、研究会に属して活動し1947年（昭和22年）5月2日の貴族院廃止まで在任した。
その後、公職追放となり、1950年（昭和25年）に解除された。墓所は多磨霊園。